# Плај (Хунедоара)
Плај (рум. Plai) насеље је у Румунији у округу Хунедоара у општини Блажени. Oпштина се налази на надморској висини од 382 m.

## Становништво
Према подацима из 2002. године у насељу је живело 195 становника, од којих су сви румунске националности.